# Fama (2009)
Fama (Fame) é um filme musical de 2009 (regravação do filme original de 1980). Foi realizado por Kevin Tancharoen e escrito por Allison Burnett. Estreou nos Estados Unidos em 25 de setembro, em Portugal no dia 1 de outubro e no Brasil a 6 de novembro.

## Sinopse
Com a adaptação do filme original de 1980, em "Fama" retrata-se um grupo de talentosos dançarinos, cantores, atores e artistas ao longo de quatro anos na cidade de Nova Iorque, na High School of Performing Arts. A escola conta com alunos de todas as esferas da vida e constitui uma oportunidade destes viverem os seus sonhos e alcançarem "a fama". Num ambiente extremamente competitivo, atormentado pela dúvida, a paixão de cada aluno será posta à prova. Além de seus objetivos artísticos, eles têm que lidar com tudo o que acontece na escola, passando por períodos intensos: vários trabalhos escolares, o surgimentos de amizades profundas, romance e a auto-descoberta. Como cada aluno esforça-se para o seu momento no centro das atenções, eles descobrem que entre eles têm o talento inato e disciplina necessária para ter sucesso. Com o amor e o apoio dos seus amigos e colegas artistas, eles vão descobrir quem têm capacidade e talento para voar muito alto.

## Elenco
Naturi Naughton como Denise

Asher Book como Marco

Kay Panabaker como Jenny

Kherington Payne como Alice

Walter Perez como Victor Taveras

Anna Maria Perez de Tagle como Joy Moy

Paul Iacono como Neil Baczynsky

Kristy Flores como Rosie

Paul McGill como Kevin

Debbie Allen como Directora Angela Simms

Charles S. Dutton como Alvin Dowd

Kelsey Grammer como Joel Cranston

Megan Mullally como Fran Rowan

Bebe Neuwirth como Lynn Kraft

## Trilha sonora
A trilha sonora foi lançada no dia 25 de agosto de 2009. Ele apresenta canções escritas especificamente para o filme, além de incluir a balada de piano "Out Here on My Own" e a canção tema do filme "Fame" (ambas cantada por Irene Cara para o filme original).

### Lista de canções
| Edição padrão  |                                               |                                               |                                                        |         |  |
| N.º            | Título                                        | Compositor(es)                                | Intérpretes                                            | Duração |  |
| 1.             | "Welcome To P.A."                             | Raney Shockne                                 | Raney Shockne                                          | 0:53    |  |
| 2.             | "Fame" (feat. Collins Pennie)                 | Michael Gore; Dean Pitchford                  | Naturi Naughton                                        | 3:26    |  |
| 3.             | "Big Things"                                  | Damon Elliott; Anjulie Persaud                | Anjulie                                                | 2:52    |  |
| 4.             | "Ordinary People"                             | John Stephens; Will Adams                     | Asher Book                                             | 4:16    |  |
| 5.             | "This Is My Life"                             | Damon Elliott                                 | Hopsin; Ak'Sent; Tynisha Keli & Donte "Burger" Winston | 3:23    |  |
| 6.             | "Out Here On My Own"                          | Lesley Gore; Michael Gore                     | Naturi Naughton                                        | 3:23    |  |
| 7.             | "Street Hustlin'" (feat. Stella Moon)         | Raney Shockne                                 | Raney Shockne                                          | 1:24    |  |
| 8.             | "You'll Find A Way (Switch & Sinden Remix)"   | Santi White; Chris Feinstein and John Hill    | Santigold                                              | 3:13    |  |
| 9.             | "Can't Hide From Love" (feat. Collins Pennie) | James Poyser; Phonte Coleman                  | Naturi Naughton                                        | 3:41    |  |
| 10.            | "Black & Gold"                                | Jesse Rogg; Sam Falsom                        | Sam Sparro                                             | 3:31    |  |
| 11.            | "Back To Back" (feat. Ashleigh Haney)         | Damon Elliott                                 | Collins Pennie                                         | 2:57    |  |
| 12.            | "I Put A Spell On You" (feat. Eddie Wakes)    | Jay Hawkins                                   | Raney Shockne                                          | 2:28    |  |
| 13.            | "Get On The Floor" (feat. Collins Pennie)     | James Poyser; Phonte Coleman; Carlitta Durand | Naturi Naughton                                        | 3:48    |  |
| 14.            | "Try"                                         | Alon Levitan                                  | Asher Book                                             | 3:27    |  |
| 15.            | "You Took Advantage Of Me"                    | Richard Rodgers; Lorenz Hart                  | Megan Mullally                                         | 3:16    |  |
| 16.            | "Too Many Women (Damon Elliott Remix)"        | Rachael Sage                                  | Rachael Sage                                           | 2:59    |  |
| 17.            | "Someone To Watch Over Me"                    | George Gershwin; Ira Gershwin                 | Asher Book                                             | 3:21    |  |
| 18.            | "You Made Me Love You" (feat. Oren Waters)    | James V. Monaco; Joseph McCarthy              | Raney Shockne                                          | 2:57    |  |
| 19.            | "Hold Your Dream"                             | Matthew James Murphy                          | Naturi Naughton; Asher Book & Kay Panabaker            | 5:36    |  |
| Duração total: | Duração total:                                | Duração total:                                | Duração total:                                         | 56:51   |  |

## Recepção

### Crítica
Fame tem recepção geralmente desfavorável por parte da crítica profissional e audiência. Tem a classificação de 25% com base em 118 comentários no site Rotten Tomatoes e 39% no Metacritic.